# Angel Alcala

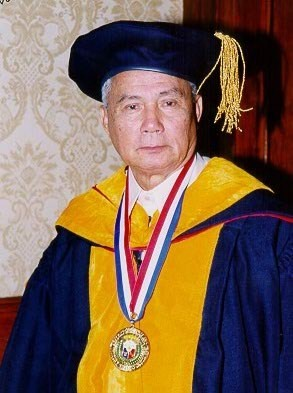
Angel Alcala

Angel C. Alcala (Cauayan, 1 maart 1929 – Dumaguete, 1 februari 2023) was een belangrijke Filipijns herpetoloog en wetenschapper uit de Filipijnen. Samen met de Amerikaanse herpetoloog Walter Brown heeft hij zeventien nieuwe Filipijnse reptielensoorten en negentien nieuwe  Filipijnse amfibiesoorten beschreven. Alcala kreeg in 2014 de eretitel "Nationaal Wetenschapper van de Filipijnen".

## Biografie
Angel Alcala werd geboren op 1 maart 1929 in Cauayan in de Filipijnse provincie Negros Occidental. Na het behalen van zijn bachelorsdiploma in biologie (magna cum laude) op de Silliman University in 1951, werd Alcala biologieleraar op een school in Marbel op Mindanao. Na korte tijd werd hij echter gevraagd door de Silliman University om daar les te geven. Het was ook in deze periode, tijdens een korte vakantie voor zijn terugkeer naar Silliman, dat Alcala Naomi Lusoc, een oude jeugdvriendin tegenkwam. De twee trouwden kort daarna op 21 april 1952 en hun eerste kind Estrilda, genoemd naar een vogelgeslacht, werd in september 1953 in Dumaguete City geboren. Ze zouden later nog twee dochters en drie zonen krijgen. 
Alcala was directeur van het CHED Zonal Research Center van de Silliman University. Daarnaast was hij professor aan de Silliman University en directeur van het University Research and Development Center en van het Angelo King Center for Research and Environmental Management van de Silliman University.
Alcala overleed in 2023 op 93-jarige leeftijd in een ziekenhuis in Dumaguete.